# Penstemon pinorum
Penstemon pinorum är en grobladsväxtart som beskrevs av L.M. Shultz och J.S. Shultz. Penstemon pinorum ingår i släktet penstemoner, och familjen grobladsväxter. Inga underarter finns listade i Catalogue of Life.